# キ93 (航空機)
キ93は、日本陸軍によって、試作された地上攻撃機（襲撃機）である。設計は第一陸軍航空技術研究所。九九式襲撃機の後継機として開発されたが、試作機の完成が太平洋戦争末期だったために満足にテストも行えないまま終戦を迎えた。

## 概要
1943年（昭和18年）に陸軍は、当時旧式になりつつあった九九式襲撃機の後継機開発をキ102乙として川崎航空機に指示したが、これとは別に第一陸軍航空技術研究所で開発を開始したのがキ93である。陸軍からは、あくまで重火器搭載に関する「研究機」ではあるが、できれば実用機として完成させることと指示されていた。設計は1943年（昭和18年）7月から開始し、1945年（昭和20年）3月に陸軍航空工廠で試作1号機が完成した。
陸軍の技術部門の設計らしく、各部にそれまでの機体にはない機軸が盛り込まれていた。まず、武装として戦車の上面装甲を狙う大口径の機関砲を装備した。この重量級の機関砲を搭載して高速性能を出すため、エンジンは三菱ハ214双発とされた。プロペラは日本で初めて6翅プロペラが採用された。このプロペラのドイツVDM社製（住友金属によるライセンス生産）である。このピッチ可変機構は電気式であったが技術的な問題から満足に機能せず、これが完成後の飛行試験の不調につながることとなった。また、6翅プロペラのためプロペラ回転時には前方視界が不良だったとも言われている。主翼は2段テーパーの直線翼で、層流翼となっていた。視界を重視して、操縦席は機体の最前部に配置されており、全体のフォルムはそれまでの日本機とはやや異なったものとなった。機体の大きさは海軍の銀河とほぼ同じであった。
1945年（昭和20年）4月8日に立川飛行場で初飛行したが着陸時の事故で左側の主脚とプロペラを破損、修理中に空襲のため焼失した。終戦時試作2号機は武装等の装備中で3号機は組み立て途中だった（完成していたという説もあるが、いずれにしても飛行はしていない）。試作2号機は米国へ輸送され、USAAF FE-152の番号が割り振られた。
胴体下部中央にホ402 57mm機関砲、翼内にホ5 20mm機関砲2門を装備した。携行弾数は57mm砲弾20発、20mm砲弾各300発である。後部席に自衛用としてホ103 12.7mm機関砲を装備した。弾数は400発である。

## スペック
- 全長：14.22m
- 全幅：19.00m
- 全高：4.85m
- 重量：7,686kg
- 全備重量：10,666kg
- 発動機：ハ214×2
- 出力：1,970hp
- 最大時速：624km/h
- 航続力：3,000km(行動半径1000km＋1hr)
- 実用上昇限度:12,050m
- 武装
  - ホ402 57mm機関砲×1
  - ホ5 20mm機関砲×2
  - ホ103 12.7mm機関銃×1
  - 爆弾250kg×2

（データは計算値）